# Stiacciato

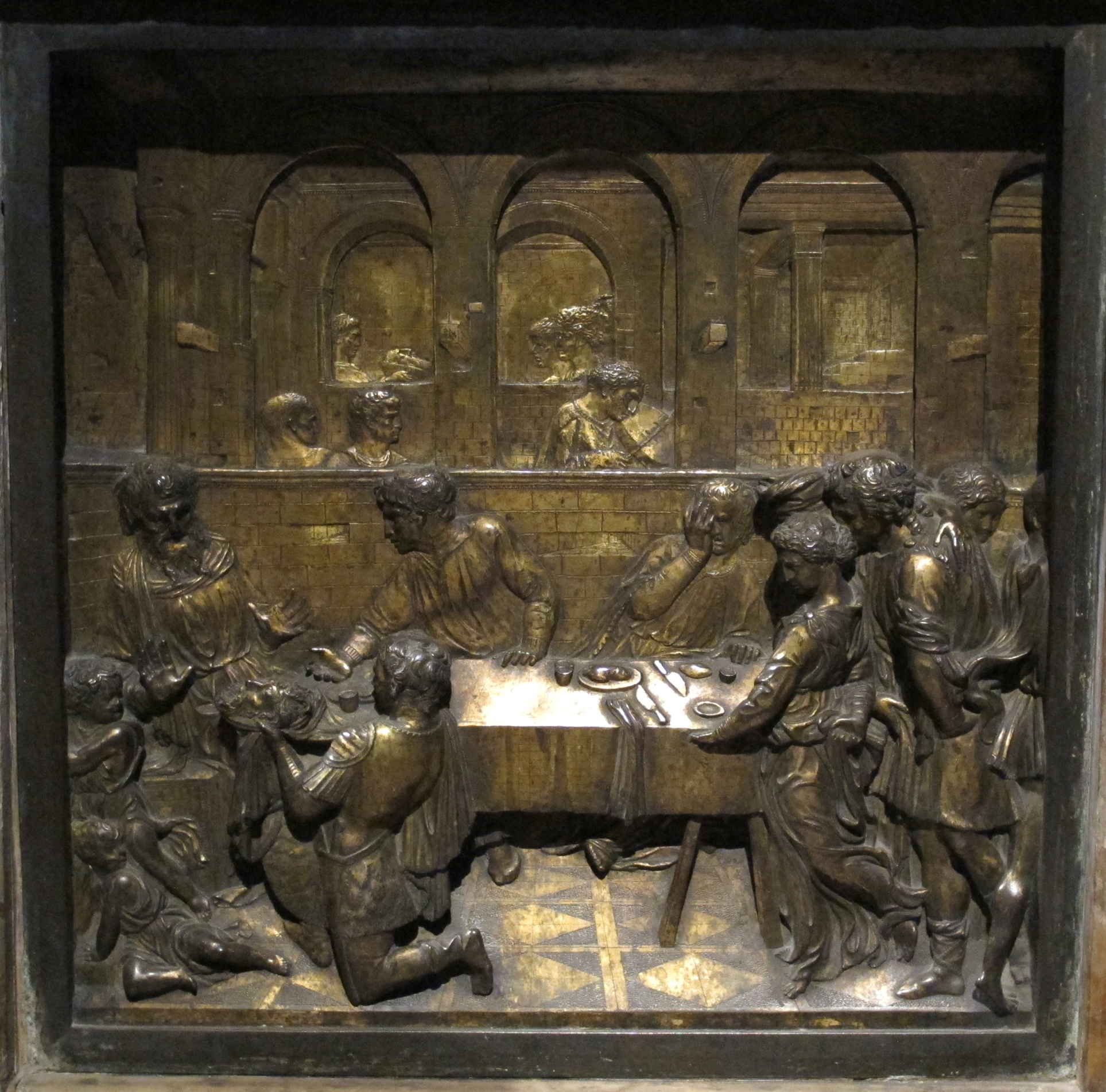
Lo stiacciato di Donatello presente nel Banchetto di Erode, 1427, Fonte battesimale del battistero di Siena.

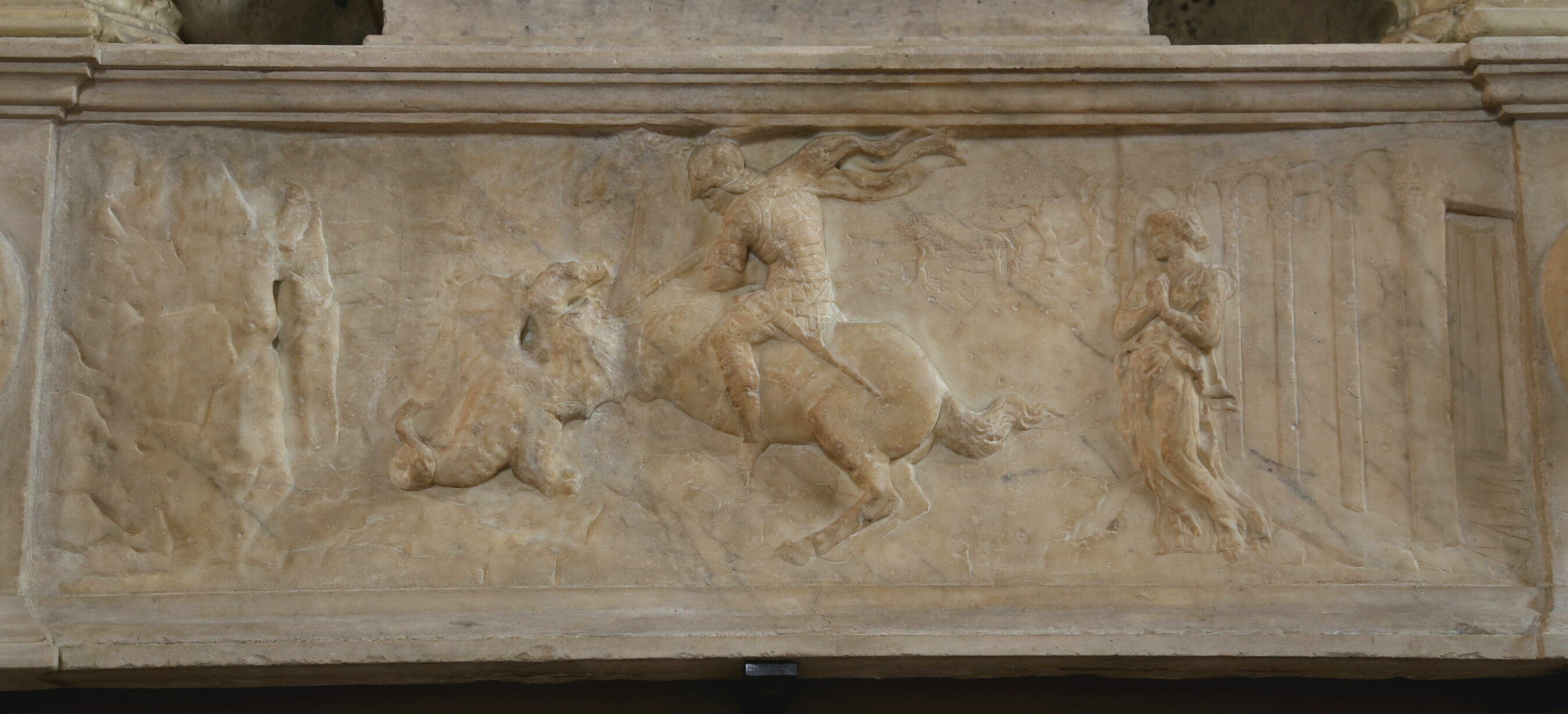
Donatello, San Giorgio e il drago, 1416-1420, marmo, 40x120 cm. Firenze, Museo Nazionale del Bargello.

Lo stiacciato è una tecnica scultorea che permette di realizzare un rilievo con variazioni minime (talvolta si parla di millimetri) rispetto al fondo. Può essere realizzato sia in rilievo che incavato. Per fornire all'osservatore un'illusione di profondità, lo spessore diminuisce in modo graduale dal primo piano allo sfondo. Questa tecnica è per alcuni aspetti più simile ad un'immagine che alla forma della scultura e quindi si rivela adatta all'applicazione della prospettiva.
Giorgio Vasari ne parla in questo modo: 
Questa tecnica è stata utilizzata soprattutto nel XV e nel XVI secolo, in particolare ne fu iniziatore e maestro Donatello. L'esempio più antico è lo sfondo del rilievo di San Giorgio libera la principessa (1416-1417), tra i capolavori di mano di Donatello figurano la celebre Madonna Pazzi (anni 1430), l'Assunzione della Vergine a Sant'Angelo a Nilo di Napoli (1426-1428) e il Banchetto di Erode nella fonte battesimale del Battistero di San Giovanni a Siena (1423-1427).